# Cryogeniano
Il periodo cryogeniano (dal Greco cryos "ghiaccio" e genesi, "nascita", cioè il periodo della nascita dei ghiacci) è il secondo periodo geologico  dell'era neoproterozoica seguito poi dal periodo Ediacarano.
Si estende da circa 720 milioni a circa 635 milioni di anni fa.
Anziché essere basate sulla stratigrafia, queste date sono definite cronologicamente.

## Morfologia e clima
In questo periodo avvennero le possenti glaciazioni dette Sturtiana e Marinoana (in passato raggruppate assieme nella glaciazione Varanger, dal nome della penisola norvegese dove furono scoperte le prime tracce).
Il nome è derivato dai depositi glaciali caratteristici di questo periodo, indicanti che in questo tempo, la Terra fu investita dalla più grande glaciazione di tutti i tempi, con ghiacciai che secondo alcuni si estendevano fino all'equatore.
Tali glaciazioni sono caratterizzate dalla presenza di depositi di Tillite ritrovati in Congo, Australia, Cina, Nord America, Sahara, Oman, Irlanda, Scozia, Norvegia, e in molti altri luoghi in tutto il pianeta. Tutto il periodo può generalmente considerarsi divisibile nelle due principali glaciazioni planetarie (Sturtiana intorno a 800 milioni di anni fa, e Marinoana/Varanger intorno ai 650), con varie altre glaciazioni localizzate. I depositi di Tillite risalenti al Cryogeniano furono ritrovati anche a bassissime latitudini, e ciò riconduce alla famosa ipotesi della Snowball Earth o Terra a palla di neve.
La popolazione di acritarchi (formazioni microfossili a parete organica, in contrapposizione con i microfossili a parete minerale, come i foraminiferi o i conodonti) crollò durante le glaciazioni ed è certo che il livello di ossigeno nell'atmosfera aumentò notevolmente dopo la glaciazione. Ci sono ancora varie caratteristiche enigmatiche riguardo a tali glaciazioni, fra le quali i ritrovamenti di fenomeni glaciali avvenuti a latitudini molto basse, e la presenza di calcari - che sedimentano normalmente in acqua calda -, al disotto dei depositi glaciali o anche internamente ad essi.
Il Paleomagnetismo sembra indicare valori molto alti di deriva continentale. Ciò porta a chiederci se alcuni fenomeni potessero essere causati dai rilevanti movimenti del polo magnetico anziché dovuti al movimento della crosta terrestre o alle glaciazioni a bassissime latitudini.
Altre glaciazioni planetarie conosciute sono la Uroniana avvenuta da 2.400 Ma a 2.100 Ma (periodo Sideriano e Rhyaciano dell'era Paleoproterozoica), l'Andino-Sahariana fra 450-420 Ma (tardo Ordoviciano e periodo Siluriano dell'era Paleozoica), la glaciazione del Karoo da 360 Ma a 260 Ma (sempre in era Paleozoica, dall'inizio del Carbonifero al tardo Permiano), e infine le glaciazioni del Cenozoico che iniziarono 30 Ma in Antartide, e in quest'ultima regione sono attualmente ancora in corso.

## Contenuto fossilifero
Si ritiene che i primi organismi vermiformi risalgano a 700 milioni di anni fa, sulla base di tracce ritrovate in Cina.
I fossili di ameba (Arcellinida) fecero la loro comparsa per la prima volta nel Cryogeniano.
Anche i più antichi fossili di spugne fecero la loro comparsa in questo periodo.